# Гарі Сундгрен
Карі Югані «Гарі» Сундгрен (швед. Kary Juhani "Gary" Sundgren, нар. 25 жовтня 1967, Ваммала) — шведський футболіст, що грав на позиції захисника, зокрема, за клуби АІК та «Реал Сарагоса», а також національну збірну Швеції.

## Клубна кар'єра
Народився 25 жовтня 1967 року у фінському місті Ваммала, однак ще у дитинстві переїхав з батьками до шведського Вестероса. Вихованець юнацьких команд футбольних клубів «Вестерос» та «Франке».
У дорослому футболі дебютував 1988 року виступами за команду клубу АІК, в якій провів дев'ять сезонів, взявши участь у 221 матчі чемпіонату.  Більшість часу, проведеного у складі клубу АІК, був основним гравцем захисту команди. За цей час виборов титул чемпіона Швеції.
Своєю грою за цю команду привернув увагу представників тренерського штабу іспанського «Реал Сарагоса», до складу якого приєднався 1997 року. Відіграв за клуб з Сарагоси наступні п'ять сезонів своєї ігрової кар'єри. Граючи у його складі також здебільшого виходив на поле в основному складі команди. За цей час додав до переліку своїх трофеїв титул володаря Кубка Іспанії.
Згодом з 2002 по 2003 рік знову грав у складі АІК, а завершував ігрову кар'єру у нижчолігових командах «Соллентуна» і «Дюрсгольм».

## Виступи за збірну
1994 року дебютував в офіційних матчах у складі національної збірної Швеції. Протягом кар'єри у національній команді, яка тривала 9 років, провів у її формі 30 матчів, забивши 1 гол.
У складі збірної був учасником чемпіонату Європи 2000 року у Бельгії та Нідерландах, де виходив на поле в одній грі групового етапу.

## Кар'єра тренера
Протягом 2007–2008 років був асистентом головного тренера у команді «Сіріус» (Уппсала).

## Титули і досягнення
- Чемпіон Швеції (1):

АІК: 1992
- Володар Кубка Швеції (2):

АІК: 1995-96, 1996-97
- Володар Кубка Іспанії (1):

«Реал Сарагоса»: 2000-01